# Wybory parlamentarne w Królestwie Serbów, Chorwatów i Słoweńców w 1923 roku
Wybory parlamentarne w Królestwie Serbów, Chorwatów i Słoweńców w 1923 roku odbyły się 18 marca.

## Rezultat
Udział w wyborach wzięły 34 partie – ostatecznie obsadzono 312 miejsc w parlamencie. Serbska Partia Radykalna uzyskała – 108 mandatów, ale było to za mało do samodzielnej władzy. Drugi wynik zanotowała Chorwacka Republikańska Partia Chłopska – 70 mandatów. Na trzecim miejscu znalazła się Partia Demokratyczna – 51 mandatów. Ponownie zwyciężyły kręgi opowiadające się za rządami centralistycznymi.
| Nazwa partii                                      | Procent głosów | Liczba mandatów |
| ------------------------------------------------- | -------------- | --------------- |
| Narodowa Partia Radykalna                         | 25,9%          | 108             |
| Chorwacka Republikańska Partia Chłopska           | 21,9%          | 70              |
| Partia Demokratyczna                              | 18,5%          | 51              |
| Słoweńska Partia Ludowa / Chorwacka Partia Ludowa | 4,9%           | 24              |
| Jugosłowiańska Organizacja Muzułmanów             | 5,2%           | 19              |
| Džemijet                                          | 3,3%           | 14              |
| Przymierze Agrarne                                | 7,6%           | 11              |
| Pozostałe ugrupowania w parlamencie               | 7,4%           | 15              |
| Pozostałe ugrupowania poza parlamentem            | 5,3%           | 0               |
| Razem                                             | 100%           | 312             |

### Książki
- Barbara Jelavich: Historia Bałkanów, wiek XX. Kraków: Wydawnictwo Uniwersytetu Jagiellońskiego, 2005. ISBN 83-233-2043-8.
- Mieczysław Tanty: Bałkany w XX wieku. Warszawa: Książka i Wiedza, 2003. ISBN 83-05-13311-7.
- Irena Stawowy-Kawka: Historia Macedonii. Wrocław: Zakład Narodowy im. Ossolińskich, 2000. ISBN 83-04-04549-4.

### Artykuły
- Konrad Sebastian Morawski. Rywalizacja partyjna w Królestwie Serbów, Chorwatów i Słoweńców w latach 1918–1929. „Klio. Czasopismo poświęcone dziejom Polski i powszechnym”. t. 27 (4)/2013, 2013. Rzeszów. DOI: 10.12775/KLIO.2013.053. ISSN 1643-8191. [dostęp 2021-03-24].